# زرنيخات الرصاص الهيدروجينية
زرنيخات الرصاص الهيدروجينية مركب كيميائي صيغته PbHAsO4، ويوجد في الشروط القياسية على شكل مسحوق بلوري أبيض اللون.

## التحضير
يحضر المركب من تفاعل أملاح الرصاص المختلفة مع حمض الزرنيخيك أو زرنيخات الصوديوم:
Pb(NO3)2(aq) +H3AsO4(aq) → PbHAsO4(s) +2HNO3(aq)

## الخواص
للمركب انحلالية ضعيفة في الماء.

## الاستخدامات
يعد المركب من المبيدات الحشرية اللاعضوية، وكان يستخدم لمكافحة خنفساء بطاطس كولورادو؛ وكان من أكثر المبيدات الزرنيخية استخداماً.